# Jacques Noyer
Pour les articles homonymes, voir Noyer (homonymie).
Jacques Noyer, né le 17 avril 1927 au Touquet-Paris-Plage dans le Pas-de-Calais et mort le 2 juin 2020 à Rang-du-Fliers, est un ecclésiastique catholique français, évêque d'Amiens de 1987 à 2003.

## Biographie

### Origines familiales
Jacques Noyer naît le 17 avril 1927 au Touquet-Paris-Plage où ses parents étaient blanchisseurs, rue de Londres,.

### Formation
Après des études secondaires à l'Institution Haffreingue de Boulogne-sur-Mer, Jacques Noyer obtient une licence de lettres à l'université de Lille. Il entame sa formation philosophique et théologique au grand séminaire d'Arras avant de la poursuivre à l'université pontificale grégorienne à Rome où il obtient une licence de philosophie scolastique.

### Principaux ministères
Jeune prêtre, Jacques Noyer est nommé en 1952 professeur de philosophie au collège Haffreingue de Boulogne-sur-Mer, poste qu'il quitte en 1963 pour prendre la direction du grand séminaire d'Arras jusqu'en 1970.
Il est nommé vicaire épiscopal en 1967, puis curé-doyen de la paroisse du Touquet-Paris-Plage en 1976.
Le 4 novembre 1987, il est nommé évêque d'Amiens, puis consacré évêque, à la cathédrale d'Amiens, le 13 décembre suivant.
Il se retire de ses fonctions le 10 mars 2003, atteint par la limite d'âge et devient administrateur apostolique jusqu'au 11 mai suivant puis évêque émérite du diocèse d'Amiens,.
De 1995 à 2004, il est membre du Conseil pontifical pour la pastorale des migrants et des personnes en déplacement,.

### Mort
Jacques Noyer meurt le 2 juin 2020 au centre hospitalier de l'arrondissement de Montreuil, à Rang-du-Fliers,.

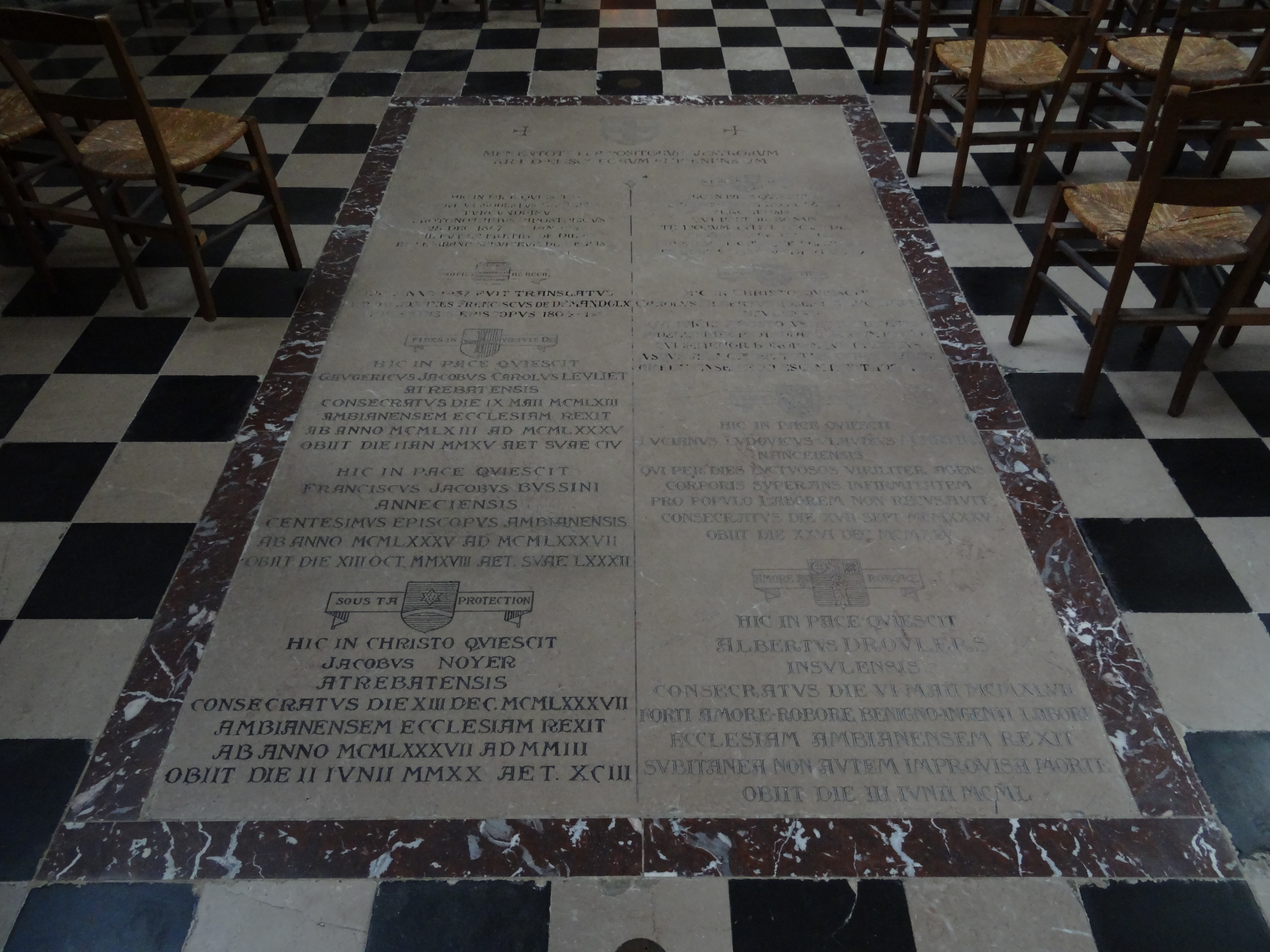
Vue de la dalle qui recouvre le caveau des évêques d'Amiens dans la chapelle Notre-Dame-de-Pitié de la cathédrale d'Amiens (Somme).

Ses obsèques sont célébrées, dans un premier temps en l’église Sainte-Jeanne-d’Arc du Touquet-Paris-Plage, le 10 juin 2020 à 15 h, puis le lendemain 11 juin à 10 h, en la cathédrale Notre-Dame d'Amiens où il est inhumé dans le caveau des évêques.

## Prises de position

### Abus sexuels dans l'Eglise
En 2003, lors du procès d'Auguste Woestelandt, prêtre à Notre-Dame-des-Champs à Arles, accusé avec Philippe Boningue, d’avoir violé à multiples reprises un enfant poly-handicapé, Jacques Noyer témoigne en faveur de l’accusé, en tant qu'ancien père supérieur hiérarchique du prévenu. Lors de l’audience du mercredi 18 novembre 2003, Jacques Noyer, défend Auguste Woestelandt et se dit « stupéfait » par les accusations portées à son encontre qui ne peuvent pas être vrais : « Je compatis à la peine du père Auguste et à celle de celui qui pense être victime d'une vérité qui le dépasse (...) Même si je comprends que celui qui se pense victime a beaucoup souffert. »,. Auguste Woestelandt nie les faits tout en admettant des tendances homosexuelles. Il est condamné  à douze ans de prison par la Cour d’Assises des Bouches-du-Rhône pour « viols commis sur personne particulièrement vulnérable par auteur ayant autorité sur la victime » dont le jugement se base, en autres, sur des examens physiques et psychologiques démontrant clairement que la victime n'a pas de tendances à fabuler et à inventer malgré son handicap.
En mars 2017, une enquête de Mediapart relève une liste d’évêque, où figure Jacques Noyer, qui aurait protégés des prêtres accusés d’abus sexuels en n'alertant pas intentionnellement les autorités judiciaires sur les événements. Le rôle de Jacques Noyer est cité dans l’affaire Stéphane Gotoghian à propos duquel il aurait été informé à deux reprises des  « problèmes de comportement du père Stéphane Gotoghian, en 1998 et 2003 »,,. Lors d'une interview en réponse à cette enquête, Jacques Noyer déclare n’avoir aucun souvenir d'une lettre dénonçant le comportement de Stéphane Gotoghian, mis à part d'être d'une forte personnalité et autoritaire, qu’il n’a pas à disposition ce signalement à titre personnel du fait que ce type de courriers sont archivés à Amiens et qu’il n’était pas son supérieur hiérarchique direct à l'époque des faits. Néanmoins il admet que durant sa jeunesse « on se rendait pas compte du tout des dégâts que cela faisaient chez un enfant et cela a été certainement sous-estimé pendant longtemps (...), les psychologues ont aidé à comprendre des traces indélébiles et tragiques que laisse un abus sexuel chez un enfant ». Il affirme que l'omerta concernant les abus sexuels dans l'Église s'explique  en partie pour ne pas faire de mauvaise publicité et que malgré la gravité des faits, selon l’Évangile, « il faut se sentir pécheur avec les autres ».
En 2019, concernant le débat sur le secret de la confession liée à la dénonciation des abus sexuels, Jacques Noyer précise que « Les évêques ne confessent jamais leurs prêtres » invoquant ainsi la difficulté des évêques sur la confession des prêtres  dont ils ont la responsabilité. D'après lui, ce positionnement de l'Église prône un secret professionnel absolu et du caractère sacré de la confession qui doit primer sur la loi républicaine.
Dans son ouvrage « le goût de l’Evangile », il  admet ses manques, sa découverte tardive de l’ampleur des dérives sexuelles possibles et que ce fut « la plus grande épreuve » de sa vie.

### Célibat ecclésiastique
Dans son ouvrage « le goût de l’Evangile », il dédie un chapitre concernant la sexualité dans l’Église notamment sur la question du célibat du prêtre, en soulignant notamment combien il a pu être un refuge ou une prolongation de l’enfance et déclare  « J’ai en tout cas perdu l’illusion qu’on pouvait construire un clergé sans sexualité »,. En 2003,  dans le cadre d’une liaison clandestine amoureuse rendue publique d'un prêtre avec une femme et n’ayant pas reconnu sa paternité, Jacques Noyer évoque le sujet du célibat sacerdotal des prêtres catholiques et soutient que « Le célibat restera toujours un choix de vie bien proportionné à l'engagement de servir l'Evangile »  en évoquant l’aptitude des hommes à maitriser leur sexualité. Néanmoins, il convient que le célibat n’est pas adapté pour certains prêtres et qu’il faut leur offrir « une porte de sortie » ; cette question devant être traité au sein de l’Église universelle car étant complexe à aborder publiquement.

### Extrême-droite
En 2002, avant le second tour de l'élection présidentielle française pour lequel le candidat du Front National, Jean-Marie Le Pen, s'était qualifié, Jacques Noyer appelle à voter contre le candidat d'extrême-droite, dont le chemin conduit à « la fausse sécurité de la gouaille, de l'isolement, du racisme et de la xénophobie ».

## Ouvrages
- Quand la télévision donne la parole au public : la médiation de l'information dans l'Hebdo du Médiateur, éditions Presses universitaires du Septentrion, 2009  (ISBN 978-2-75740-102-6)
- Médias et territoires : l'espace public entre communication et imaginaire territorial (en collaboration), éditions Presses universitaires du Septentrion, 2013  (ISBN 978-2-75740-594-9)
- Dire Dieu autrement : homélies au fil de l'an, éditions Salvator, 2016  (ISBN 978-2-70671-448-1)
- À l'ombre du vieux noyer : libres pensées d'un cyber-évêque, éditions Médiaspaul, 2017  (ISBN 978-2-71221-465-4).

Il est également membre de la Société académique du Touquet-Paris-Plage dont il est le vice-président de 1980 à 1982, puis le président de 1983 à 1985 et enfin membre de 2003 jusqu'en 2020, il y fait de nombreux écrits que l'on trouve dans les éditions des mémoires de Société académique du Touquet-Paris-Plage, dont :
- Conférence d'une centenaire, l'église Sainte Jeanne d'Arc mémoires de la Société académique du Touquet-Paris-Plage 2011-2013, Imprimerie Henry 62170 Montreuil,  (ISSN 1273-6384).
- De Cucq à Paris-Plage en passant par la Russie, itinéraire surprenant d'un enfant de Cucq, Joseph Water (1876 - 1968) mémoires de la Société académique du Touquet-Paris-Plage 2011-2013, Imprimerie Henry 62170 Montreuil,  (ISSN 1273-6384)
- Comment le Touquet-Paris-Plage est devenu républicain mémoires de la Société académique du Touquet-Paris-Plage 2014-2016, Imprimerie Henry 62170 Montreuil,  (ISSN 1273-6384)
- La paroisse du Touquet pendant la guerre 1914-1918 mémoires de la Société académique du Touquet-Paris-Plage 2014-2016, Imprimerie Henry 62170 Montreuil,  (ISSN 1273-6384)
- Le Touquet-Paris-Plage en 1944 (en collaboration) mémoires de la Société académique du Touquet-Paris-Plage 2014-2016, Imprimerie Henry 62170 Montreuil,  (ISSN 1273-6384)

## Décoration
Jacques Noyer est nommé chevalier de l'ordre national de la Légion d'honneur en 1993,.

## Hommage
La commune du Touquet-Paris-Plage lui rend hommage, en 2023, en donnant son nom au parvis de l'église Sainte-Jeanne-d'Arc.

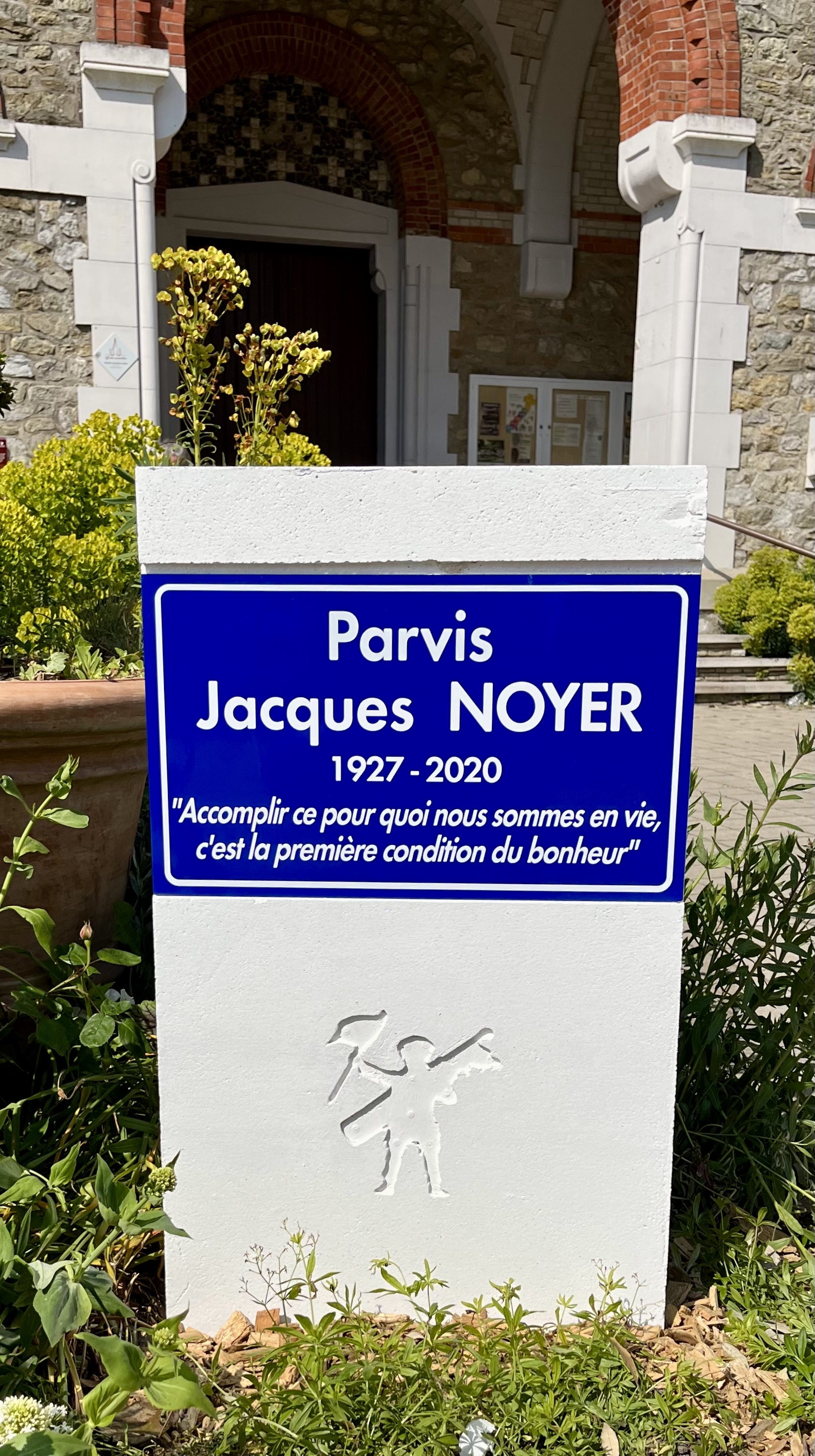
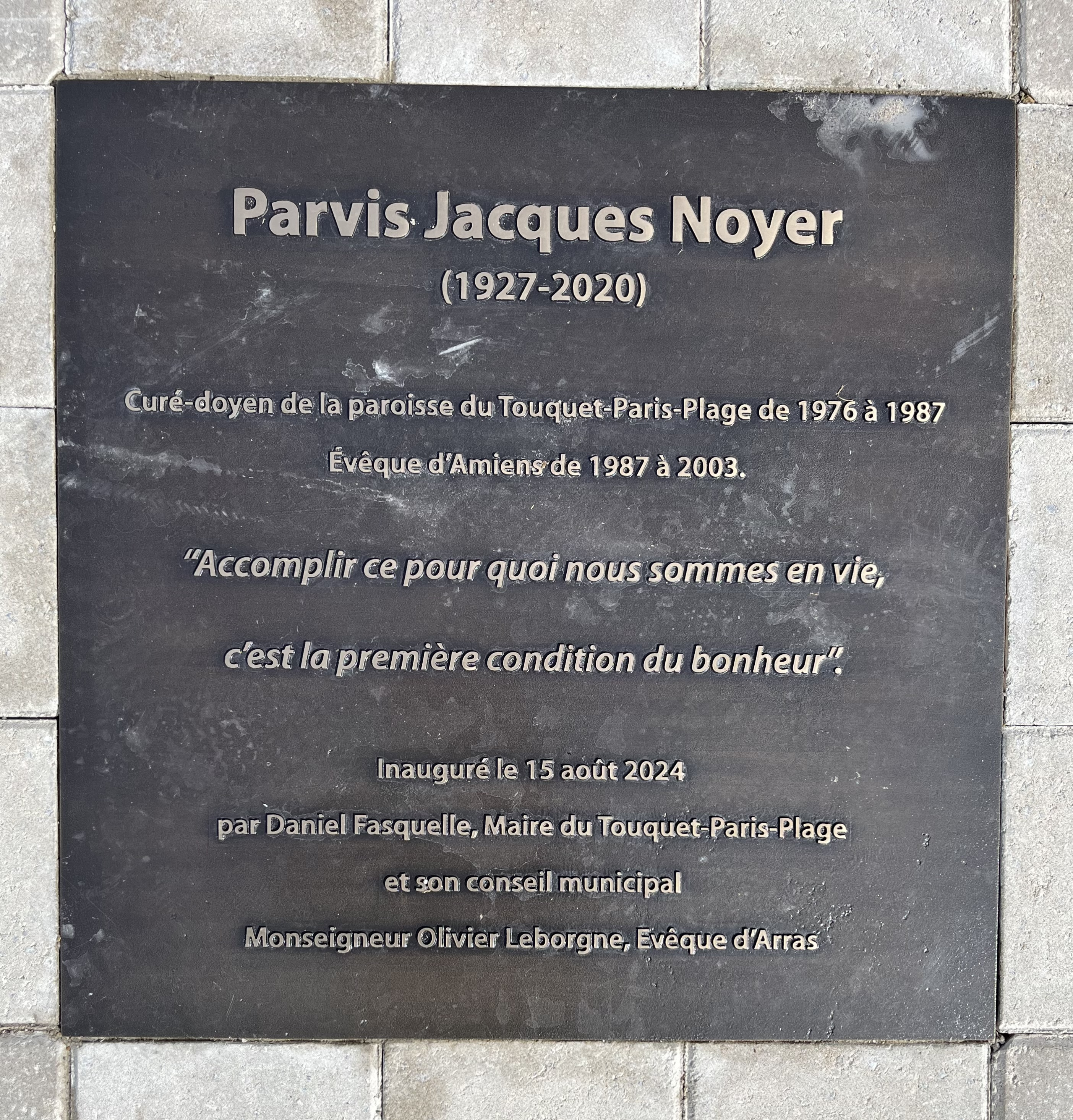

## Pour approfondir